# 佐多久慶
佐多 久慶（さた ひさよし）は、安土桃山時代から江戸時代初期にかけての武将。島津氏の家臣。佐多氏11代当主。

## 生涯
天正17年（1589年）頃のこと、久慶の一族は門之浦（現在の鹿児島県南九州市知覧町）に居住していたが、その一族である佐多久福の家来らが久福の名を旗に書いて、禁止されている海賊行為に及んでいた。これに豊臣秀吉が立腹、久福のみならず久慶にも咎が及んだ。久慶は自分は関係していない旨を誓紙に書き、自身の知行目録を質に入れて金子を借り三奉行に付け届けを入れた上で上洛し釈明、主君・島津義久の執り成しもあり一応の事無きを得た。
天正19年（1591年）、所領を知覧から川辺（鹿児島県南九州市川辺町）へ移される。同年、肥前名護屋城の普請役を務めた。文禄元年（1592年）、島津義弘に従い朝鮮に渡海したが病にかかり、弟の久作・久英を軍代として帰国、慶長9年（1604年）に没した。